# Angèle et Tony
Pour les articles homonymes, voir Angèle et Tony.
Pour plus de détails, voir Fiche technique et Distribution.
Angèle et Tony est un film français réalisé par Alix Delaporte, sorti en 2010.

## Synopsis
Les amours d'Angèle et de Tony. Angèle, belle jeune femme à la dérive, en liberté conditionnelle et désargentée, débarque à Port-en-Bessin, en Normandie, dans une commune frappée par la crise économique, tandis que son fils de 10 ans vit chez ses grands-parents. Tony, un marin-pêcheur, dont le père s'est perdu en mer, l'héberge et la place à la halle aux poissons...  

## Fiche technique
- Réalisation : Alix Delaporte
- Scénario : Alix Delaporte
- Photographie : Claire Mathon
- Musique : Mathieu Maestracci
- Son : Pierre Tucat, Arnaud Rolland et Eric Tisserand
- Décors : Hélène Ustaze
- Montage : Louise Decelle
- Production : Hélène Cases
- Société de Production : Lionceau Films
- SOFICA : Cofinova 6
- Durée : 87 minutes
- Pays de production :  France
- Dates de sortie :  
  - Italie : Septembre 2010 (Venice Film Festival)
  - France : 26 janvier 2011

## Distribution
- Clotilde Hesme : Angèle
- Grégory Gadebois : Tony Vialet
- Évelyne Didi : Myriam
- Jérôme Huguet : Ryan
- Antoine Couleau : Yohan
- Patrick Descamps : le grand-père de Yohan
- Patrick Ligardes : le conseiller d'insertion
- Lola Dueñas : Anabel
- Elsa Bouchain : la juge
- Corine Marienneau : la grand-mère de Yohan
- Marc Bodnar : le mari d'Anabel
- Antoine Laurent : le vigile
- Farid Larbi : le commissaire
- Rama Grinberg : la copine de Ryan
- Barbara Chavy : la greffière
- Noël Pousset : marin-pêcheur manifestant

## Autour du film
- Le petit rôle de la grand-mère hostile à Angèle est tenu par Corine Marienneau, l'ex-bassiste du groupe Téléphone.
- Clotilde Hesme et Grégory Gadebois ont repris les rôles principaux dans le deuxième film de Alix Delaporte, Le Dernier Coup de marteau (sorti le 11 mars 2015).

## Distinctions
- Prix Michel-d'Ornano 2010, remis lors du Festival du cinéma américain de Deauville le 11 septembre 2010.
- Prix du meilleur premier film français du Syndicat français de la critique de cinéma 2012
- Étoile d'or du meilleur premier film 2012
- César 2012 : Nomination au César du meilleur premier film
- César 2012 : César du meilleur espoir féminin pour Clotilde Hesme (ex æquo avec Naidra Ayadi)
- César 2012 : César du meilleur espoir masculin pour Grégory Gadebois